# Kenneth Richards
Kenneth David Oswin Richards (16 août 1958 à Linstead (Jamaïque)) est un ecclésiastique catholique romain, évêque de Saint John's-Basseterre de 2011 à 2016 et archévêque de de Kingston en Jamaïque depuis 2016.

## Biographie
Kenneth Richards nait à Linstead dans la paroisse de Sainte-Catherine en Jamaïque le 16 août 1958. Il est l’aîné de sept enfants. Il se convertit au catholicisme à l'âge de dix ans et fut ensuite suivi par toute sa famille dans cette voie.
Il fait ses études au Séminaire St. Michael de Kingston avant d'être ordonné prêtre en 1985. Il occupe alors des postes de vicaires ou de curés dans diverses paroisses de Kingston avant de devenir recteur de la Cathédrale de la Sainte-Trinité de Kingston (en) dont il supervisa la restauration à l'occasion de son centenaire en 2011. 
Le 19 novembre 2011, il est nommé évêque de Saint John's-Basseterre par le pape Benoît XVI. À ce poste, il s'implique particulièrement dans l'aménagement des écoles catholiques de son diocèse. Le 8 avril 2016, il est nommé archévêque de de Kingston en Jamaïque par le pape François.